# Crni Lug (Chorwacja)
Crni Lug – wieś w Chorwacji, w żupanii primorsko-gorskiej, w mieście Delnice. W 2011 roku liczyła 253 mieszkańców.